# Олізарівська сільська рада
Олізарівська сільська рада — орган місцевого самоврядування у Іванківському районі Київської області з адміністративним центром у с. Олізарівка.

## Загальні відомості
Раду було утворено 12 лютого 1991 року.
Київська обласна рада рішенням від 9 квітня 2009 року внесла в адміністративно-територіальний устрій області такі зміни: у Іванківському районі уточнила назву села Олизарівка на село Олізарівка та перейменувала Олизарівську сільраду на Олізарівську.

## Населені пункти
Сільській раді підпорядковані населені пункти:
- с. Олізарівка

## Склад ради
Рада складається з 14 депутатів та голови.

### Керівний склад ради
| ПІБ                            | Основні відомості                                                 | Дата обрання | Дата звільнення |
| ------------------------------ | ----------------------------------------------------------------- | ------------ | --------------- |
| Гурженко Володимир Миколайович | Сільський голова, 1962 року народження, освіта, безпартійний      | 26.03.2006   | 31.10.2010      |
| Гурженко Володимир Миколайович | Сільський голова, 1962 року народження, освіта вища, безпартійний | 31.10.2010   |                 |

Примітка: таблиця складена за даними джерела